# Igreja do Redentor (Veneza)

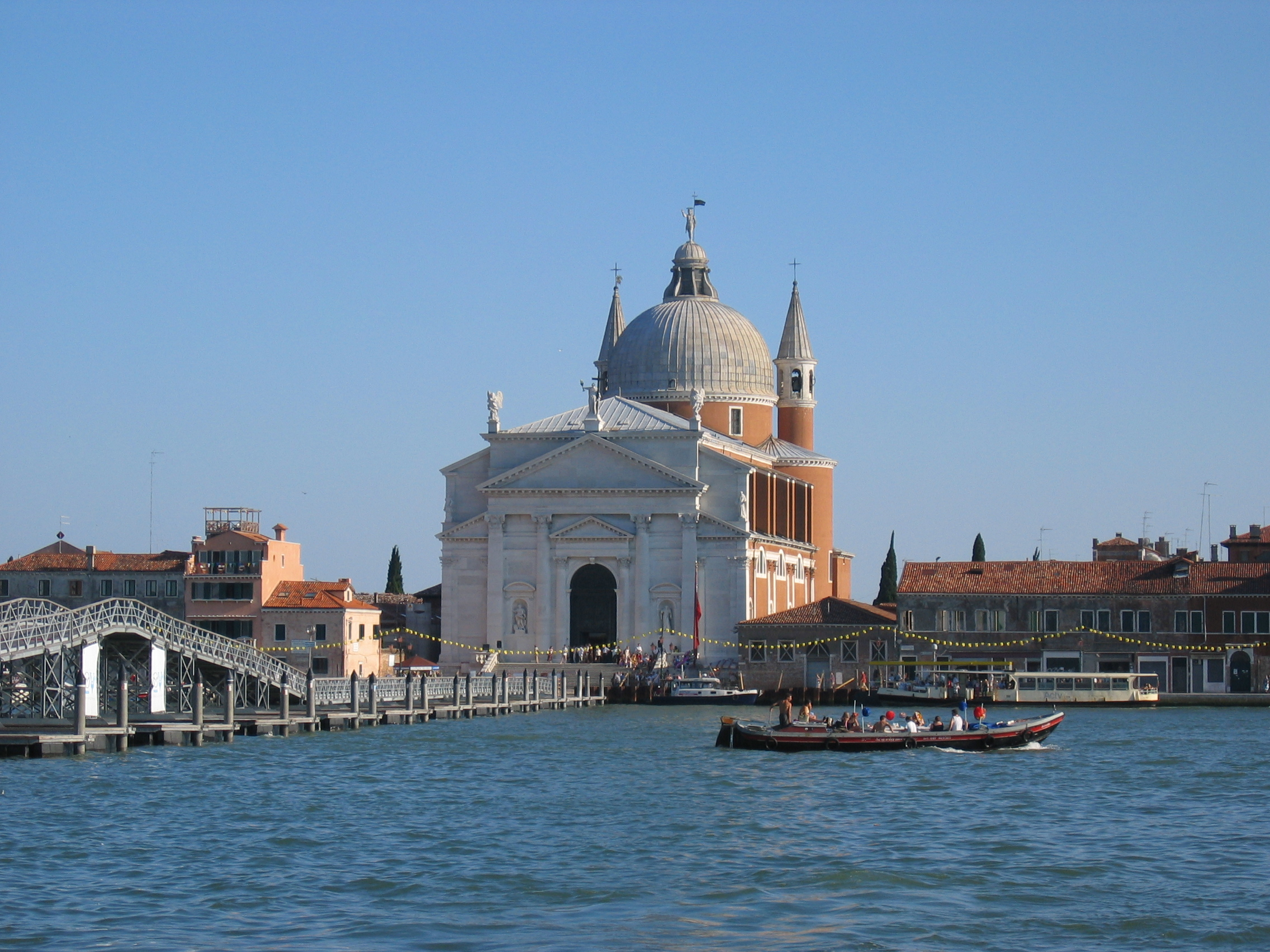
Igreja do Redentor com ponte votiva de barcas.

A Igreja do Redentor (o seu nome completo é Chiesa del Santissimo Redentore, Igreja do Santíssimo Redentor) é um importante edifício religioso projetado por Andrea Palladio no século XVI e situado na ilha da Giudecca, em Veneza.

## História
Em 1576 terminou uma terrível peste em Veneza, que levou à morte mais de um terço da população. Houve quem sentisse a necessidade de agradecer a Deus a redenção do mal com a construção de uma igreja.
Foi encarregado da obra Andrea Palladio, conhecido na cidade pelas explêndidas mansões que realizara no interior para famílias de posses. As obras começaram em 1577 e terminaram em 1592. Houve poucas remodelações nos séculos seguintes.
Hoje em dia é o cenário da grande "Festa del Redentore" (Festa do Redentor), que se celebra no terceiro domingo de julho em memória do perigo passado.

## Estrutura

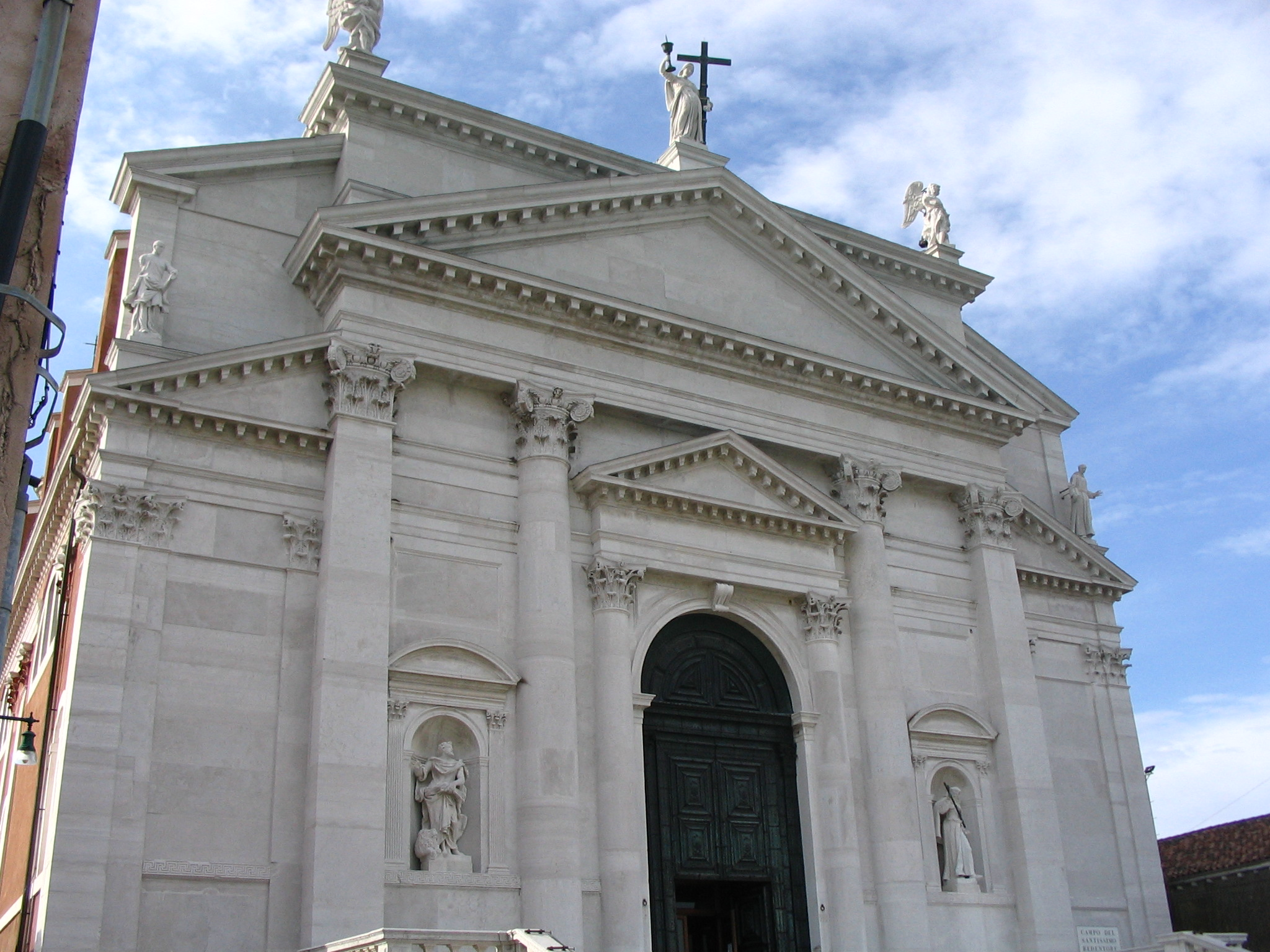
A fachada.

O edifício tem planta retangular, com um simples mas esplêndido transepto constituído de três absides que comunicam com a grande cúpula central. Da interseção destes partem dois subtis campanários cilíndricos, com teto em forma de cone, similares a minaretes.
A fachada de mármore branco é um dos mais impressionantes exemplos de inspiração neoclássica que tanta fama deram a Palladio: quatro tímpanos triangulares e um retangular cruzam-se entre si, numa contraposição de superfícies lisas, de lesenas e de montantes com estátuas, ostentando estabilidade e rigor clássicos.
O interior é composto por uma nave única, com imponentes e decoradas capelas laterais. A luz tem grande importância, como em todas as obras palladianas, verdadeira protagonista do interior, que valoriza volumes e decorações.